# Христос и святой Фома (скульптура Верроккьо)
«Христос и святой Фома», или «Неверие святого Фомы» (итал. Incredulità di san Tommaso), — скульптурная группа работы итальянского скульптора Андреа Верроккьо. Создана в период между 1467 и 1483 годами. Первоначально находилась в нише церкви Орсанмикеле во Флоренции (заменена копией), сейчас оригинал хранится в музее Орсанмикеле.

## Описание
Верроккьо в этом произведении дал смелое монументальное решение: Иисус Христос представлен в центре ниши, фигура Фомы, нарушая традиции, выходит за ее пределы, причем достигнута органическая целостность компоновки фигур. Одежда ложится, подчеркивая строение и движение тела, драпировки соприкасаются, визуально объединяя фигуры.
Фома, который не верил в воскресение Христа, приблизился к нему, почти коснувшись его раны, Христос поднимает руку в жесте благословения над головой апостола, а тот, кажется, уверовал в этот момент в чудо. От этой демократической линии в пластике, рассчитанной на широкий общественный резонанс, Верроккьо отходит в скульптуре частного назначения.

## Ссылка
- На Викискладе есть медиафайлы по теме Христос и святой Фома (скульптура Верроккьо)